# USS Savannah (LCS-28)
Pour les articles homonymes, voir USS Savannah.
L'USS Savannah (LCS-28) est un littoral combat ship de classe Independence de l’United States Navy,. C’est le sixième navire à être nommé Savannah.

## Conception
En 2002, l’US Navy a lancé un programme visant à développer le premier d’une flotte de littoral combat ships. La Navy a d’abord commandé deux navires à coque trimaran à General Dynamics, qui sont devenus connus sous le nom de navires de combat côtiers de classe Independence, d’après le premier navire de la classe, l’USS Independence. Les navires de combat côtiers aux numéros pairs de l’US Navy sont construits à l’aide de la conception de trimaran de classe Independence, tandis que les navires aux numéros impairs sont basés sur une conception concurrente, le navire de combat côtier monocoque conventionnel de classe Freedom. La commande initiale de navires de combat côtiers concernait un total de quatre navires, dont deux de la classe Independence. Le 29 décembre 2010, la Navy a annoncé qu’elle attribuait à Austal USA un contrat pour la construction de dix navires de combat côtiers supplémentaires de classe Independence,.

## Carrière
L’USS Savannah a été construit à Mobile (Alabama) par Austal USA et baptisé le 29 août 2020. Austal a livré l’USS Savannah à la Navy à Mobile le 28 juin 2021. L’USS Savannah a été mis en service le 5 février 2022 à Brunswick (Géorgie) avant de rejoindre son port d’attache à la base navale de San Diego, en Californie,.
Sa devise est Not for Self, but for Others.